# لنه ۳۷۹۶
سیارک ۳۷۹۶ (به انگلیسی: 3796 Lene، نامگذاری:1986XJ) سه هزار و هفتصد و نود و ششمین سیارک کشف شده‌است که در ۶ دسامبر ۱۹۸۶ کشف شد.
قدر مطلق سیارک برابر ۱۱٫۹۰ است.